# شركة يمن أيرون استيل

شركة يمن أيرون استيل وهي شركة يمنية، مقرها الرئيسي في صنعاء، وقد منحت ترخيص استكشاف، في نوفمبر 2006م في منطقة الثنية بمحافظة مأرب بمساحة 220 كيلومتر مربع، لدراسة تمعدنات الحديد والعناصر المصاحبة.
بدأت الشركة تنفيذ أنشطتها البحثية في العام 2005، وتطورت أعمالها الاستكشافية مع الوقت إلى أن تم تنفيذ العديد من المسوحات الجيولوجية والجيوكيميائية والجيوفيزيائية، بالإضافة إلى تنفيذ أعمال حفر استكشافي لعدد ثلاثة حفر. وفي العام 2008م تعاقدت الشركة مع شركة هندية متخصصة نفذت مسح جيولوجي على ضوءه تمكنت الشركة من كشف العديد من المكاشف السطحية لتمعدنات الحديد، وكذلك وضع برنامج تفصيلي لإجراء مسح مغناطيسي أرضي خلال العام 2009م، وقد تم تنفيذ المسح في ثلاثة بلوكات تم اختيارها ضمن منطقة الامتياز وهي بلوك منطقة المخابي وامتدادها، بلوك منطقة المهزم، وبلوك منطقة قرن الخال، وفيما يلي ملخص للدراسات الاستكشافية التي نذفتها الشركة:-
1. تنفيذ المسح المغناطيسي الأرضي بعدد من خطوط المسح، التي يبلغ طول الخط فيها إلى 8 كيلومتر كما يلي:-
2. بلوك منطقة المخابي وامتدادها: 41 خط باتجاه شمال-جنوب في منطقة المخابي، 24 خط باتجاه شمال-جنوب في الامتداد الغربي لمنطقة المخابي.
3. بلوك منطقة المهزم: 38 خط باتجاه شرق-غرب.
4. بلوك منطقة قرن الخال: 31 خط باتجاه شرق-غرب، و 5 خطوط باتجاه شمال-جنوب
5. إعداد خرائط الشدة المغناطيسية (IMT Map) للبلوكات الثلاثة.
6. إعداد خرائط  (RTP Map) للبلوكات الثلاثة.
7. إعداد خرائط القطب المتضاعف (AS Map) للبلوكات الثلاثة.
8. إعداد خرائط المشتقات الرأسية الأولى (IVD Map) للبلوكات الثلاثة.
9. إعداد خرائط (Eular Map) للبلوكات الثلاثة.
10. حساب أعماق مصادر التمعدن بطريقة التحليل الطيفي للبلوكات الثلاثة.
11. إعداد مقاطع (بروفيلات) مغناطيسية للبلوكات الثلاثة.

وقد نتج عن تلك الدراسات وجود مؤشرات مغناطيسية إيجابية، تدل على وجود مصادر جيدة لخام الماجنيتيت تحت السطح، وأن المنطقة تمثل نطاق غني بتمعدن الماجنيتيت، ومن خلال تلك الدراسات التفصيلية تم تحديد عدد من الأهداف ذات الأفضلية الأولى على النحو التالي:-
1. أربعة أهداف في بلوك منطق المخابي وامتدادها.
2. هدفين في بلوك منطقة المهزم.
3. هدفين في بلوك منطقة قرن الخال.

## عنوان الشركة
- تلفون.: (+967) 1 449520
- فاكس: (+967) 1 449520
- بريد : yislco@y.net.ye